# Vatikanradion
Vatikanradion (italienska: Radio Vaticana, latin: Statio Radiophonica Vaticana) är Vatikanstatens officiella radiostation. Den första radioanläggningen konstruerades år 1931 av Guglielmo Marconi och stationen sänder i nutid på 47 olika språk.
Stationen drivs i jesuitordens regi vilket den har gjort sedan grundandet och sänder på kortvåg (inklusive DRM), mellanvåg och FM samt via satellit och webbradio.
Radio Vaticana produceras av över tvåhundra journalister som är stationerade i 61 länder. Nuvarande verkställande direktör är fader Federico Lombardi.

## Historia
Radio Vaticanas första anropssignal var HVJ och den första sändningen gjordes på två kortvågsfrekvenser på sändare om 10 kW den 12 februari 1931. Den första officiella sändningen startade med att en tekniker sände ’’In nomine Domini, Amen’’, ’’i Herrens namn, amen’’, därefter introducerade Marconi påven Pius XI som blev den förste påven att höras över etern. Närvarande var också kardinal Eugenio Pacelli som sedermera blev påve Pius XII. Radio Vaticanas första chef var läkaren Giuseppe Gianfranceschi.
År 1933 knöts  Vatikanpalatset  och påvens sommarresidens Castel Gandolfo samman med Radio Vaticana med en permanent radiolänk.
Sedan 1936 behandlar den internationella amatörradioföreningen IARU Radio Vaticana som ett specialfall och tillåter dess sändningar utan geografiska gränser. Den 25 december 1937 tillkom en 25 kW-sändare från Telefunken och två riktantenner och Radio Vaticana sände över tio frekvenser.
Under andra världskriget sände radion på fyra språk. Nazityskland förbjöd sändningarna för samtliga utländska radiostationer, vilket även uteslöt Radio Vaticana från sändningar.
År 1948 utökades antalet språk till 18 stycken och på grund av utrymmesskäl köpte Heliga stolen ett 400 hektar stort område vid Santa Maria di Galeria 18 km norr om Rom. Platsen fick exterritorialitet, ungefär erkännande som utländsk mark, av Italien 1952.
När Europeiska radiounionen (EBU) grundades 1950 var Radio Vaticana med som en av de 23 radiostationerna.
En Philips 100 kW kortvågssändare, två 10 kW kortvågssändare och en 120 kW mellanvågssändare togs i bruk i ett nytt sändningscenter 1957. I nästa fas byggdes två 100 kW-sändare för sändningar till Afrika och Oceanien, en 250 kW mellanvågssändare för Europa samt en 500 kW-sändare för Fjärran östern och Latinamerika.
De första reklamsändningarna, i syfte att stödja kanalen finansiellt, gjordes i maj 2009. Kostnaderna för radion var då 21, 4 miljoner euro per år. All reklam ska enligt regelverket uppfylla "höga moraliska krav".

## Television
Radio Vaticana experimenterade redan på 1930-talet med TV-sändningar och sedan vidare på 1950-talet. Först på 1990-talet började stationen med reguljära sändningar över satellit.